# ノリタケ伊勢電子
ノリタケ伊勢電子株式会社あらため、ノリタケ伊勢株式会社（ノリタケいせ、NORITAKE ITRON CORP. ）は 三重県度会郡に本社を置く電子デバイスメーカー。ノリタケ株式会社の子会社の一つであり、その電子部門に位置づけられている。主力製品はタッチ液晶モジュールや蛍光表示管（VFD）であり、小型の電光掲示板や産業用機器のディスプレイなどに用いられている。また、技術力に優れる開発志向型の企業であり、真空電子技術をベースに、要素技術、高精細技術、半導体、さらに、ディジタル、ネットワーク技術を組み合わせたユニークな技術を持つ。特許等、多数の知財権を有し、SID(米国電子表示協会) 賞や科学技術庁長官賞などを受賞している。
農村の広がる伊勢市で創業し、2019年6月に度会郡へ移転。現在も本社の開発部門や工場で世界の先端技術市場に向けた商品企画、研究開発ならびに生産を行う。創業以来、積極的に技術者を欧米へ海外駐在させ、提案型ビジネスにより輸出比率80%という特色を持つ。「地方において世界に通用する技術者を育成する」という創業者中村の想いが実現され、地元より欧米における知名度が高いという企業になっている。

## 概要

### 創業の経緯
創業者の中村正（元・名誉会長、工学博士）は川西機械製作所（後に神戸工業、富士通テンを経て、現・デンソーテン）の技術部でブラウン管、表示機器の研究・開発に携わっていたが、会社が富士通に吸収合併されブラウン管部門は消滅する見通しとなった。これを契機に、中村らは低電圧で発光する表示素子、蛍光表示管を考案。京都研究所に技術者ら12名を集め、完成度を高めるとともに、1966年に中村は出身地の伊勢市に伊勢電子工業株式会社を設立した。
創業当時、電卓や測定機器などのデジタル表示デバイスとしては主にニキシー管が使用されていた。これはネオンガスに250Vの高電圧を印加してオレンジの単色光を発光させるもので、
- 組立の工程が複雑になる
- 特許元のバロース（アメリカ）に15%の特許使用料を払う必要がある
- 平面表示でないため視認性が悪い
- 原理的に高電圧が必要とされる

などの問題を抱えていた。このため、低コストで視認性に優れ、低電圧駆動の表示デバイスの開発が求められていた。
ニキシー管を電卓の表示デバイスとして使っていた早川電機（現・シャープ）では神戸工業時代の中村の上司が事業部長として電卓の生産・開発を担当しており、中村に創業を勧めるとともに出資者の紹介や委託研究の締結、開発成功時の大量購入を約束するなど大きな支援を行なった。この他、三重定期貨物自動車（2001年3月経営破たん）など地元の有力企業も出資したため、用地買収や人材確保がスムーズに進んだ。

### 会社の発展
ニキシー管を代替する表示デバイスとして、中村は蛍光表示管の研究・開発を進めた。蛍光表示管には
- 自己発光型（プラズマディスプレイ、LEDなどと同様）なので輝度が高い。
- LSIにより低電圧で直接駆動するため、消費電力が少ない。
- 視認性の高い7セグメントやドットマトリクスディスプレイとして単純な工程で生産できる。
- 耐熱性・耐湿性に優れている。

などの長所がある。開発にあたり、神戸工業時代の研究グループのメンバーを集め、カソードの改良は日本電子材料に、酸化亜鉛を用いた蛍光体の高輝度化は大日本塗料にそれぞれ開発協力を依頼した。また早川電機からもテスト結果の通知などを受けて開発は順調に進み、創業から1年後の1967年9月には早川電機が電卓に採用する事が正式に決まった。その傍ら、収入源として小型ブラウン管の開発も行い、スタンダード工業に納入していたが、ニクソン・ショックにより先方がテレビ生産を中止したためブラウン管の生産は打ち切られた。
1967年5月に米国Electronics誌にて紹介されると、蛍光表示管は注目を集め、企業規模は急速に世界市場に拡大した。国内外で特許出願をするとともに商品名を"itron"とした。これは現在まで続き、英語社名の由来ともなっている。日本電気と特許の供与、双葉電子工業とは生産委託の契約を結び、20億円以上の収入を得て中央研究所を設立し、研究・開発をさらに進め、一文字ごとだった表示管を一体化した多桁管の開発などに成功。材料や工法の要素技術、さらに半導体や電子回路、ソフトウエア技術への展開の原点となった。

### ノリタケグループへの参加
このように技術面で優位に立ち、経営は順調に拡大し創業6年目の1971年には社員が1,000人を超えるまでになった。しかし、その一方で日本電気や双葉電子工業との競争や電卓本体の競争激化による値下げ要求などから経営は悪化していった。加えて、1972年のニクソン・ショックに始まる円の対ドル切り上げが始まり、事業損失を増加させた。1974年には、主力銀行の百五銀行、日本興業銀行などの勧めを受けてノリタケカンパニーリミテド（現：ノリタケ株式会社）の資本参加を受け入れ、株式の60%が渡った。この際、社長にノリタケカンパニーリミテド常務の倉田隆文が就任するなど、取締役・監査役がノリタケ側から送られ、創業者の中村は代表取締役会長・生産本部長となった。大企業による技術系ベンチャー企業の友好的M&Aと見る事もできる。その結果、当時、韓国や台湾にあった工場は閉鎖され、伊勢を拠点とする知識集約企業としての生き残り戦略が取られた。また、ノリタケは厚膜印刷の技術などに優れており、蛍光表示管の材料となるガラス基板の供給などに寄与した。また、国内外のマーケティングをノリタケが担当することで研究、開発、生産に専念できるなど多くのシナジー効果があった。これによってアメリカ・ヨーロッパでのさらなる展開を果たし、電卓以外の分野、計測機器、電子タイプライタなどの用途も開拓された。

### 現在まで
電卓向け依存からの脱却とともに業績回復し1981年には累積赤字が一掃され、中村は社長に再就任した。その後、産業界全体でアナログ表示からデジタル表示への転換が進んだこともあり、家電、自動車計器、オーディオ機器など様々な市場へ蛍光表示管の進出を進めた。この一方で、多色化や表示管・電子回路の一体化など技術面でも大きな進歩があり、総合的なデジタル表示システムのメーカーとしての地位を固めた。
また、世界に先駆けてアルミ薄膜による高精細基板を量産化、さらに高集積半導体チップを真空表示容器内に実装するChip In Glass の開発と量産化を進めることで蛍光表示管（VFD）の表示能力を大きく発展させた。これにより、アジア生産品に対して非価格競争力を確立、高機能商品に特化した商品化戦略により、日本での生産を継続した。
次世代技術として低消費電力、高速応答などバランスに優れた薄型ディスプレイである電界放出ディスプレイ（FED）の研究を三重大学、豊田工業大学、鈴鹿高専などと協力して進め、2001年に特許を取得している。
2002年にはグループ再編にともないノリタケ電子工業の蛍光表示管部門と合併し、ノリタケ伊勢電子株式会社（Noritake Itron Corp.）に社名を変更した。また、2003年にはノリタケカンパニーリミテド（現：ノリタケ株式会社）本体の電子事業本部営業部門が移管され、営業業務も行うようになった。蛍光表示管の製造は双葉電子工業が台湾・フィリピンに主力生産拠点を移し、日本電気は2000年からサムスン電子に蛍光表示管事業を譲渡した（サムスンは後に上海真空公司に生産を移転）ため、2006年現在ではノリタケ伊勢が唯一の国内量産メーカーである。
2015年にはコルグの要請に応じて蛍光表示管技術に基づく新型真空管である『Nutube』を開発した。
2017年には高感度な静電容量式タッチパネルを搭載した液晶ディスプレイモジュール『GT』を開発した。

### 今後の展開
家電やオーディオ分野での蛍光表示管の採用は、高付加価値製品向けを残して大幅に減衰した。しかしながら、蛍光表示管の高信頼、長期供給、技術力が評価され、用途は産業用機器を始め、医療用や高度通信機器など情報機器分野に広がっている。販売先地区は北米40%、欧州 20%、アジア 20%、日本20%と先進技術を持つ地域への輸出比率が高い。さらに、薄膜応用製品であるタッチ液晶モジュールをはじめ、差別化要素技術を活用した新しい商品開発やディジタルサイネージなどの用途展開が進んでいる。

## 沿革
- 1966年（昭和41年） - 伊勢電子工業株式会社を設立。
- 1967年（昭和42年） - 蛍光表示管の製造・販売を開始。日本電気へ特許を供与。
- 1969年（昭和44年） - 双葉電子工業へ生産委託。
- 1972年（昭和47年） - 蛍光表示管の基本特許を確立。
- 1974年（昭和49年） - ノリタケカンパニーリミテド（現：ノリタケ株式会社）の資本参加を受け、子会社となる。
- 1996年（平成8年） - ISO9001認証取得
- 2002年（平成14年） - ノリタケ電子工業の蛍光表示管部門と合併し、ノリタケ伊勢電子株式会社に社名を変更。
- 2003年（平成15年） - ノリタケカンパニーリミテド本体から電子事業本部営業部門が移管。
- 2009年（平成21年） - 管理部門、技術部門を大宮工場に集結し、組織機能の連携強化を図る。
- 2019年（令和元年） - 本社が上野（伊勢市）から大宮（度会郡）に移転。
- 2025年（令和7年） - ノリタケ伊勢株式会社に社名変更。ノリタケ株式会社の転写紙、厚膜回路基板製品事業を承継。

## 事業所

### 工場
- 大宮工場（三重県度会郡）: 表示管、タッチ液晶モジュールなど
- 大内山工場（三重県度会郡）: 高精細薄膜基板

### 販売拠点
- 大宮事業所（三重県度会郡）: 国内・海外

## 海外販社

### 北米
- NORITAKE U.S.A., INC.（南北米管轄）
  - シカゴ - アーリントンハイツ 電子部門拠点、Canada、Mexico、南米、付加価値品の開発

### ヨーロッパ
- Itron (U.K.) Ltd.（イギリス）- 表示モジュールの企画開発、製造
- Noritake Europa GmbH. Electronics Division（ドイツ、欧州管轄）
  - フランクフルト・アム・マイン、フランクフルト
  - ミュンヘン